# Monomma natalense
Monomma natalense es una especie de coleóptero de la familia Monommatidae.

## Distribución geográfica
Habita en  Natal en (Sudáfrica).